# Ivica Đovani Matešić-Jeremija
Ivica Đovani Matešić Jeremija (27. veljače 1959., Arbanasi − 21. lipnja 2020., hrvatski kolumnist i književnik. Bio je hrvatski branitelj, a kasnije i hrvatski vojni izaslanik u Italiji.
Rodom je iz težačko-radničke obitelji.
Pisanjem se počeo baviti za vrijeme velikosrpskih napada na Zadar.
Prva knjiga. Druga knjiga, Uskrs duše gardijske, sadrži prozne zapise s bojišnice, a za razliku od prve, u drugoj se dirnuo teme poslijeratnih sudbina dragovoljaca Domovinskog rata. Peta knjiga govori o tragičnoj sudbini hrvatskih branitelja nakon rata. Nabraja braniteljska beznađa, jer su prisiljeni gledati kako se četnici danas vraćaju u Zadar i šetaju Kalalargom kao da se ništa nije dogodilo. Piše o strahotama rata koji se pretvorio u užas mira. Knjiga je zbirka kolumna koje je objavio u zadarskom Narodnom listu.
Njegova šesta knjiga, Naresla je trava, ratne je i poslijratne tematike. Rečenice su kratke i isprekidane, kao kod ratnog izvješćivanja s bojnišnice, "kao da što prije želi čitatelju nešto važno reći". Pisanje mu je pražnjenje, a želi pokazati zbiljnu sliku Hrvatske u poraću. Ta knjiga ima i putopisne elemente. Sedma knjiga, Mi smo Zadar, zbirka je njegovih reportaža, kratkih eseja, komentara, priča, sjećanja koje je objavio u dnevniku Zadarskom listu u kolumni Četiri kantuna., 2009.
Član je Društva hrvatskih književnika.

## Djela
Matešić Jeremija objavio je više knjiga feljtonističko-memoarskih zapisa o Domovinskom ratu. Tekstovi su prethodno bili objavljivani u Zadarskom listu.
- Križ moje braće (1994.),[6] po kojem je snimljen dokumentarni film
- Uskrs duše gardijske (1996.)[7]
- S nama su! (1999.)[8]
- Mir tebi gardo: evanđelje moje (2001.)[9][10]
- Takvo zar bilo je lice tvoje (2004.),[11][12]
- Naresla je trava, (2007.)[2][13][14]
- Mi smo Zadar (2009.), ratni dnevnici, memoarski zapisi i dokumentarno štivo[3][15][16]
- Puče moj što učini meni (2012.)[17]
- Pjesma garde hrvatske (2016.)[18]

Prema Matešićevoj priči Zaboravljene bitke Ivica Božić je 2017. godine snimio igrani film Oni su Hrvatska.

## Vanjske poveznice
Mrežna mjesta
- Udruga Gavran  Arhivirana inačica izvorne stranice od 4. ožujka 2016. (Wayback Machine) Ivica Đovani Matešić-Jeremija: U spomen na Tanju Jurić, tajnicu generala Ante Gotovine, 10. veljače 2011. (objavio Zadarski list)